# Krzyż Pokoju ze wzgórza Bald Knob

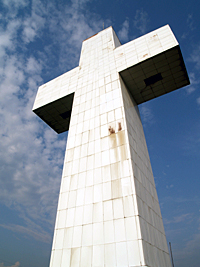
Krzyż Pokoju ze wzgórza Bald Knob

Krzyż Pokoju ze wzgórza Bald Knob (ang. „Bald Knob Cross of Peace”) − 34-metrowy krzyż znajdujący się w Alto Pass w stanie Illinois.
Grunty pod krzyż zostały zakupione w latach 1948-51, przez grupę 116 osób, wywodzących się z 34 gmin 5 stanów Ameryki. Konstrukcja, mierzona bez cokołu, ma 34 metry. Krzyż został wzniesiony w 1963 roku, wysiłkiem miejscowych rolników, głównie producentów wieprzowiny.
Krzyż stał się znany poza USA z powodu procesu, jaki w 2010 wytoczył ateista Robert Sherman, zaskarżając decyzję o dotacji na remont krzyża.